# Enrico Tarenghi
Enrico Tarenghi (Roma, 14 aprile 1848 – Roma, 3 aprile 1938) è stato un pittore e acquarellista italiano.

## Biografia
Pittore di genere, di scene orientali, di interni di chiese e di moschee - soggetti da lui trattati con dovizia di particolari e con gradevolezza di tinte - fu allievo di Alessandro Capalti all'Accademia di San Luca. Negli ultimi anni dell'Ottocento i pittori Filippo Bartolini, Nazzareno Cipriani, Giuseppe Aureli e Enrico Tarenghi, che avevano scelto lo stesso genere di pittura, lavoravano tutti al numero 48 di via Margutta. Anche Ettore Ximenes, pittore e scultore di diverso indirizzo, aveva lo studio nello stesso stabile. Enrico dipingeva scene con moschettieri alla taverna, nei loro variopinti costumi settecenteschi; interni di chiese con monache in preghiera o che cantavano davanti al leggio; interni di palazzi di nobili romani, con cardinali colti mentre giocavano a scacchi, o ascoltavano un concerto, o ricevevano l'omaggio di fanciulle; graziose contadinelle, in abiti tradizionali, in sosta al Foro Romanoː scene preziose, a volte più immaginate o ricomposte che reali. 
Oltre al Settecentismo, stile pittorico allora in voga a Roma e apprezzato dai viaggiatori del Grand Tour, nell'ultimo scorcio dell'Ottocento Enrico Tarenghi aderì anche dalla moda dell'Orientalismo e dipinse scene nei bazar, lungo il Nilo, nei caffè arabi e all'interno dell'harem, con erotiche odalische adagiate sui cuscini o viste mentre indossano i loro costumi sontuosi.
Espose a Milano, nel 1881, il dipinto Musulmani in preghiera; a Torino, nel 1884, propose il quadro ad olio Gelosia e l'acquarello La madre. Oh, potess' io (scena dal I atto del Faust di Arrigo Boito) fu da lui esposto a Venezia nel 1887.

### Alcune sue opere
- Una partita a carte, 1899, acquerello
- Benedizione delle ostie, acquarello
- Monache in preghiera, acquarello
- Ciociara con tamburello sotto l'arco di Tito, acquarello
- Preghiera del mattino, olio
- Venditore di tappeti, acquarello
- Preghiera nella moschea, acquarello
- Serenata romantica, acquarello
- Simpatia, acquarello
- Musica nella stanza del cardinale, olio
- Venditori di tappeti lungo il Nilo, olio
- Corteggiamento, acquarello
- All'interno dell'harem
- Fhinea, olio
- Guerriero nomade sul cammello, acquarello
- Moschettieri che giocano a carte alla taverna, olio
- Gioco di scacchi tra cardinali, olio
- Venditore di ortaggi davanti alla Sfinge
- Sui gradini all'uscita dalla moschea, acquarello
- Al caffè arabo, acquarello
- Giardino del convento
- Venditori arabi di terraglie
- Uomo in abito settecentesco, acquarello
- Ciociara con paniere, acquarello
- Una guardia del papa, acquarello
- Udienza dal cardinale, acquerello
- Monache che cantano in chiesa, acquerello
- Ciociara che beve alla fontana, olio
- Arabi che bevono il tè, acquarello
- Ragazza con la rosa, tecnica mista